# Wersi
WERSI is een Duits fabrikant van elektronische orgels die in 1969 werd opgericht. Door een faillissement in 2010 werd het merk overgenomen door Music Store.

## Geschiedenis
Het bedrijf startte in 1969 met de broers Wilhelm-Erich en Reinhard Franz. De naam Wersi ontstond als samentrekking van hun geboorteplaats Werlau en de stad Simmern in de Duitse deelstaat Rijnland-Palts.
Aanvankelijk was het bouwen van een compleet elektrisch orgel veel handwerk. Door de hoge kosten ging Wersi zelfbouwkits verkopen, wat interessant bleek voor menig muzikant. In latere jaren verkocht Wersi alleen speelklare orgels.
Nadat het bedrijf in 2010 failliet ging, verwierf Music Store in Keulen de rechten op het merk, de distributie en ontwikkeling van de orgels.

## Bekende gebruikers
De muziekinstrumenten van WERSI zijn onder andere gebruikt door Klaus Wunderlich, Claudia Hirschfeld, Franz Lambert, Jimmy Smith, Curt Prina en Lalo Schifrin.

## Galerij

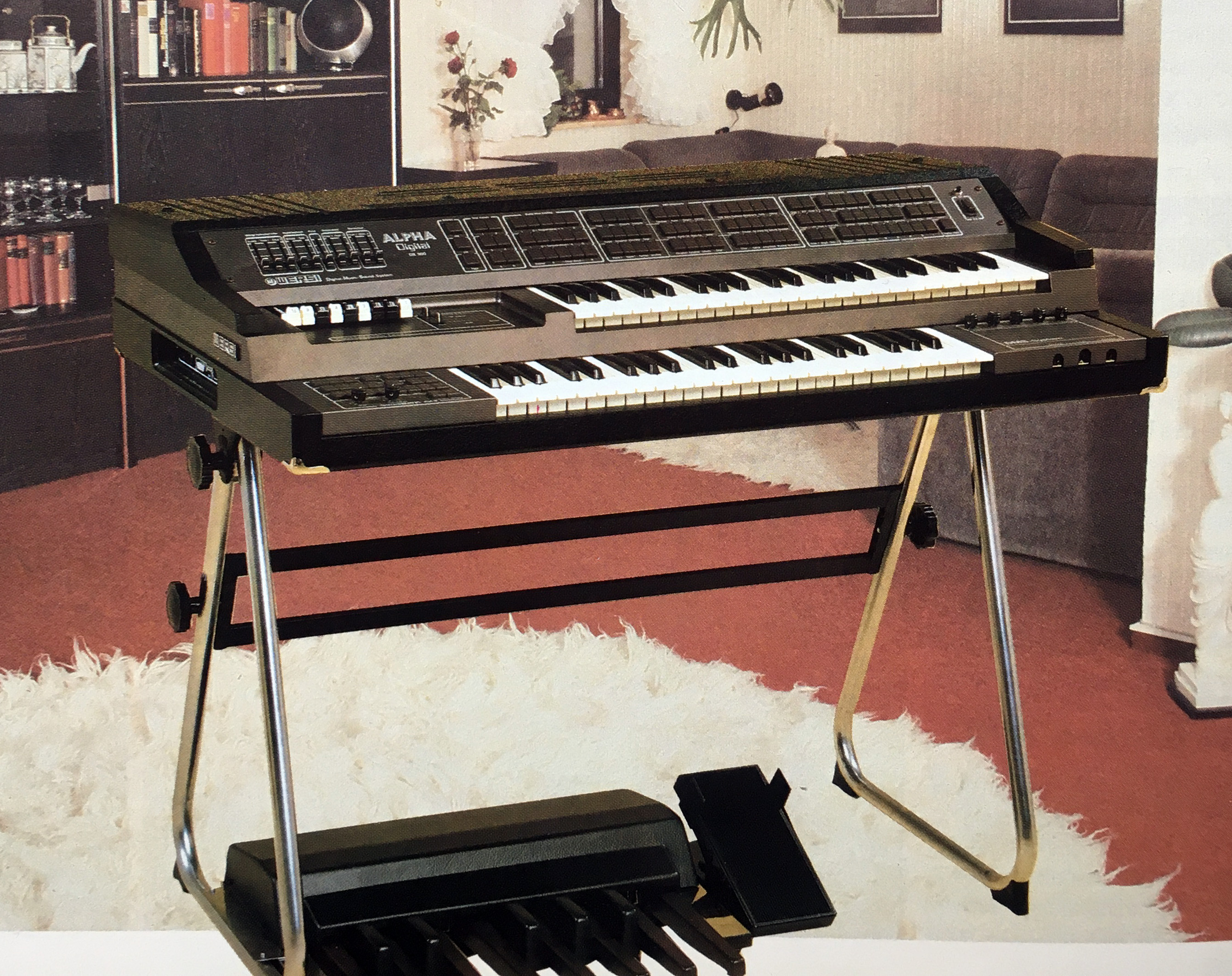
WERSI DX300T
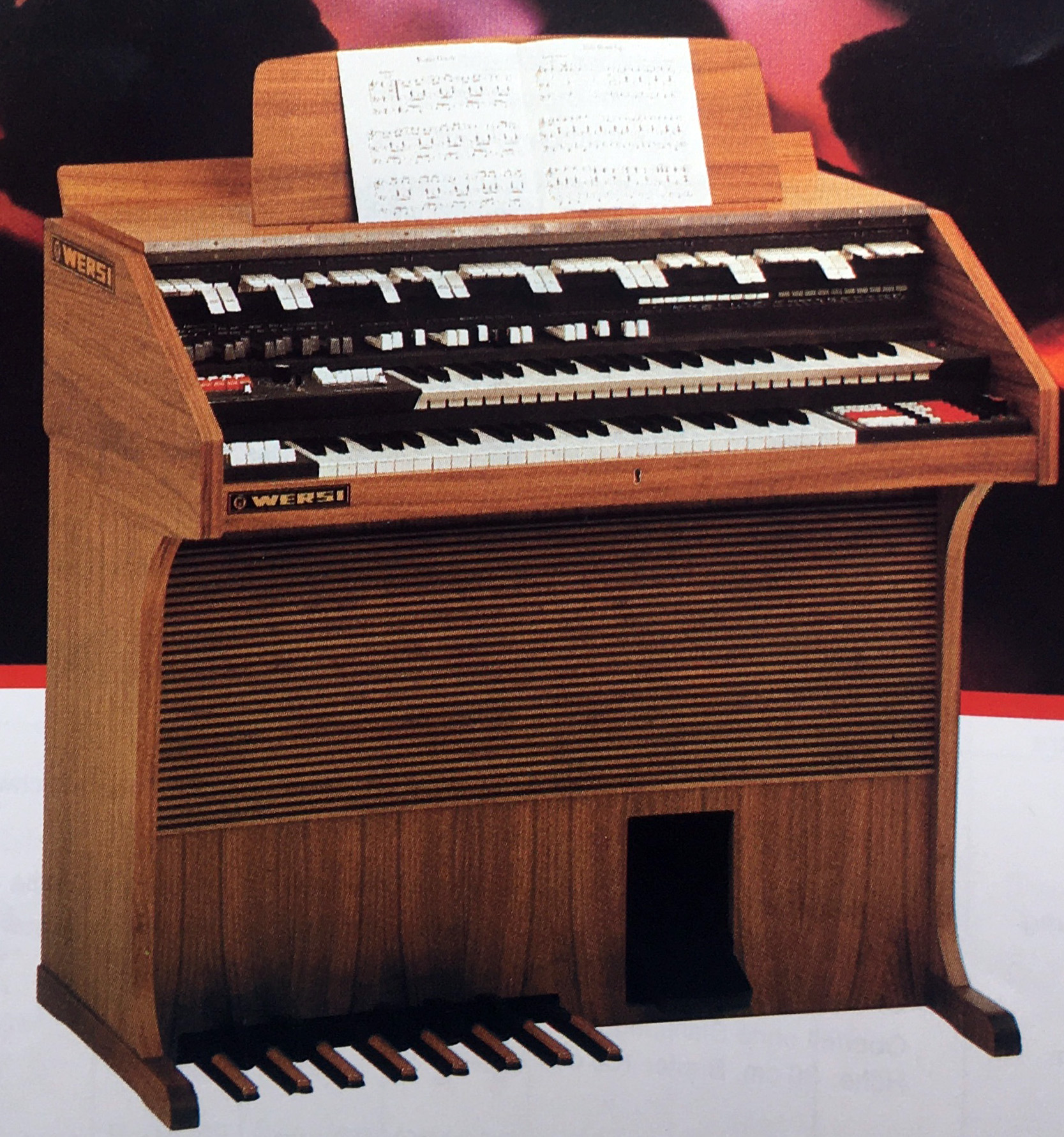
WERSI Orion
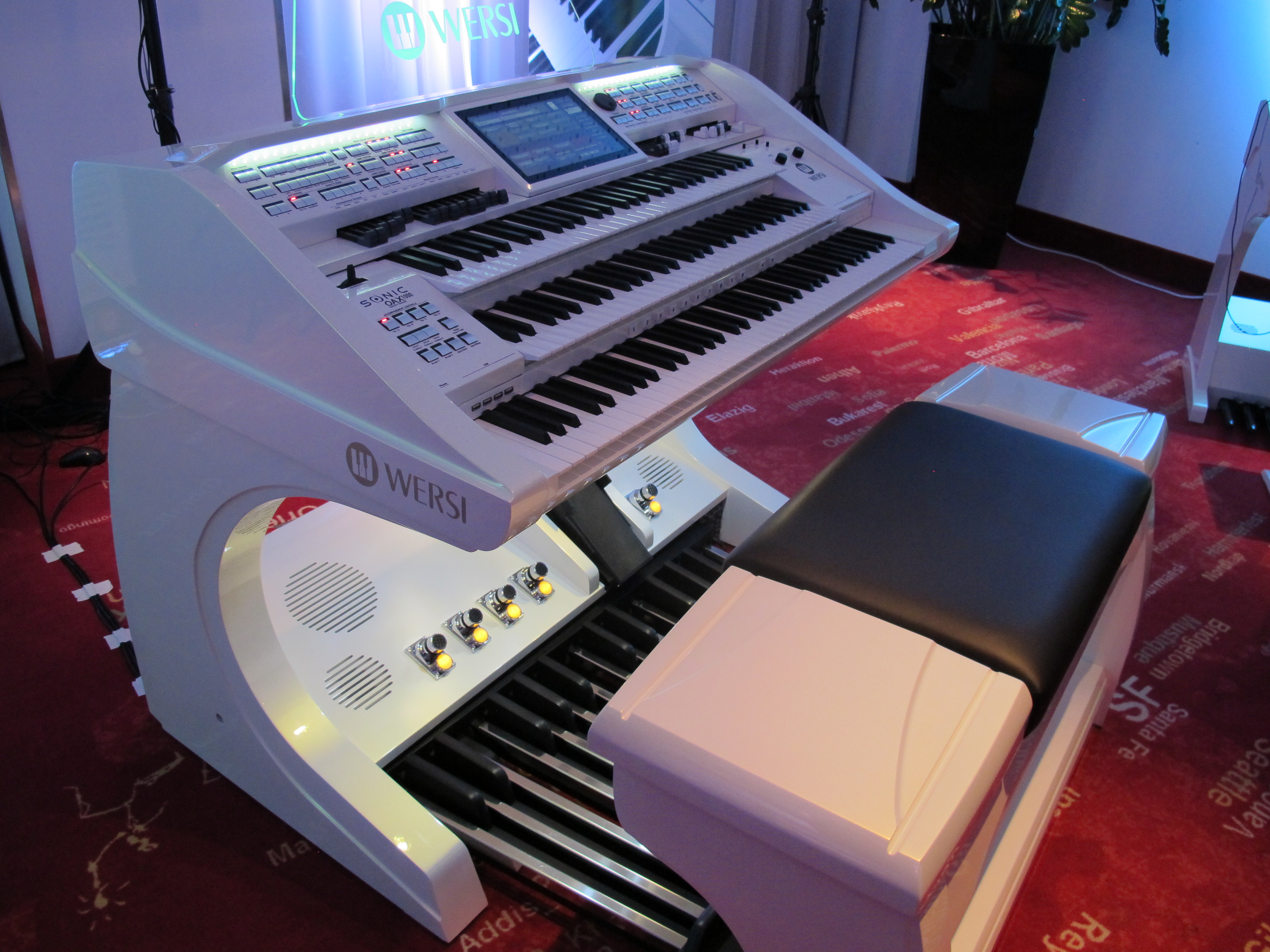
WERSI Sonic OAX1000